# Sárgahasú légykapó
A sárgahasú légykapó (Ficedula zanthopygia) a madarak osztályának verébalakúak (Passeriformes) rendjéhez és a  légykapófélék (Muscicapidae) családjához tartozó faj.

## Rendszerezése
A fajt Arthur Hay skót katona és ornitológus írta le 1845-ben, a Muscicapa nembe Muscicapa zanthopygia néven.

## Előfordulása
Költési területébe beletartozik Oroszország távol-keleti és délkelet-szibériai része, Mongólia, Kína keleti és déli része valamint Hongkong, Dél-Korea, Észak-Korea, Tajvan és Japán nyugati része. Telelni Délkelet-Ázsiába vonul, ahol ilyenkor előfordul Indonézia, Laosz, Malajzia, Szingapúr, Thaiföld és Vietnám területén.  
Természetes élőhelyei a mérsékelt övi erdők, szubtrópusi vagy trópusi síkvidéki esőerdők és cserjések, valamint vidéki kertek és városi régiók. Vonuló faj.

## Megjelenése
Testhossza 14 centiméter.
|  |  |

## Természetvédelmi helyzete
Az elterjedési területe rendkívül nagy, egyedszáma nagy és stabil. A Természetvédelmi Világszövetség Vörös listáján nem fenyegetett fajként szerepel.